# De liefdadiger
Heer Bommel en de liefdadiger of kortweg De liefdadiger is het 106de verhaal uit de Bommelsaga, geschreven en getekend door Marten Toonder. Het verhaal verscheen voor het eerst op 20 maart 1964 en liep tot 13 juli van dat jaar. Thema: Quisque sibi proximus: Ieder is zichzelf het naast.

## Samenvatting
Heer Bommel valt in een valkuil in het Savelsbos, en wordt gered door ene Lieven Brekel. Zijn motto is "we blijven lachen", en hij beweert de mensheid te helpen met moderne voorzieningen. Hij is veel bezig met liefdadigheid, en weet de burgemeester en de politie aan zijn kant te krijgen. Hij vindt zelfs de oerversie uit van het latere televisieprogramma Big Brother. Maar zijn bankbiljetten blijken dubieus, en Tom Poes vertrouwt het niet. 
Tom Poes komt via Kwetal te weten hoe de liefdadiger aangepakt moet worden. 
Tom Poes krijgt een brekelsteen van Kwetal. Tom Poes stopt de brekelsteen stiekem in de jas van zijn vriend en vertelt dat Lieven Brekel terugkomt en niet meer van de zijde van zijn vriend zal willen wijken. Heer Bommel hoeft alleen maar mee te doen. Van wraak zal geen sprake zijn en een deksel op de put lost niets op.
Ook andere Rommeldammers zijn Lieven Brekel helemaal zat. Ambtenaar Dorknoper beklaagt zich op straat bij de burgemeester over de gemanipuleerde belastinggelden in dit verband. 
Het duurt lang voor de burgemeester toegeeft dat Brekel niet deugt. 
Tom Poes weet de burgemeester te doen inzien dat Heer Bommel zich als eerste heeft verzet tegen de liefdadiger. Bulle Bas krijgt opdracht Lieven Brekel aan te houden. Tom Poes vraagt zijn vriend om de brekelsteen die in zijn jaszak zit. Als hij die omhoog gooit verdwijnt Lieven Brekel verder het riool in, ongrijpbaar voor de politie. Bulle Bas wil vervolgens Heer Bommel arresteren, maar de burgemeester en de ambtenaar geven de commissaris de schuld van de praktijken van de liefdadiger. Heer Bommel heeft hem ontmaskerd en dat is eigenlijk de taak van de politie. Het loopt dus goed af, maar daarna klaagt heer Bommel toch tegen Tom Poes dat er niets veranderd is.

## Hoorspel
- De liefdadiger in het Bommelhoorspel